# Klausen (Eifel)
Klausen is een plaats in de Duitse deelstaat Rijnland-Palts en maakt deel uit van de Landkreis Bernkastel-Wittlich. Klausen telt 1.413 inwoners.

## Bestuur
De plaats is een Ortsgemeinde en maakt deel uit van de Verbandsgemeinde Wittlich-Land.

## Geschiedenis en cultuur
Klausen staat met name bekend om zijn bedevaartskerk. Jaarlijks komen meer dan honderdduizend pelgrims naar Klausen.

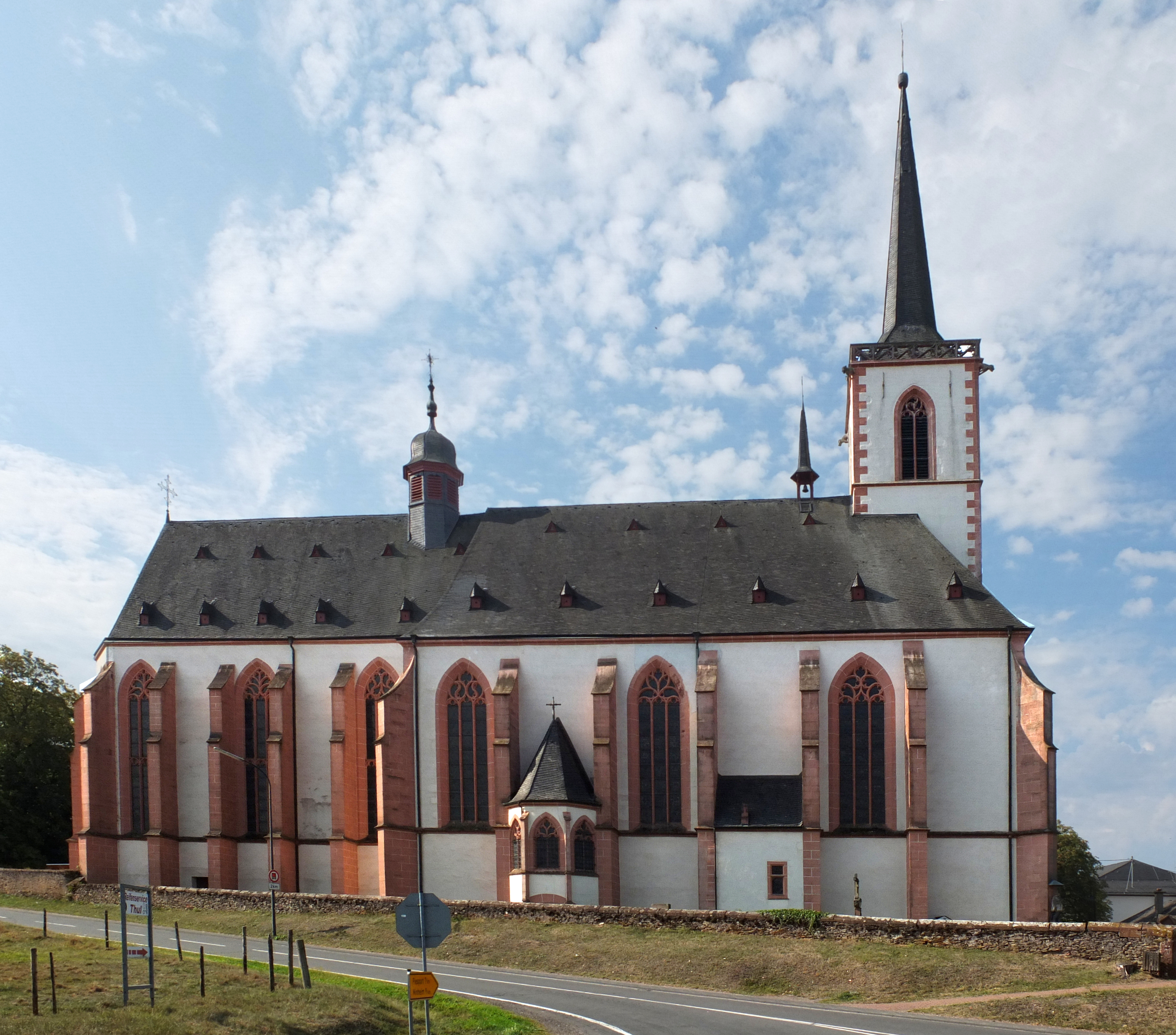
Bedevaartskerk Maria Heimsuchung

De Mariavereerder Eberhard plaatste in 1440 in Klausen op de plaats van de huidige bedevaartskerk, een beeld met de naam Schmerzhaften Mutter Gottes. Naast het beeld plaatste hij in 1442 een klein heilig huisje met een kluizenaarswoning, de Eberhardsklause, waarin hij intrek nam. In de daarop volgende tijd verwierf de plaats aanzien door berichten over gebedsverhoringen. Door de grote belangstelling en toename van pelgrims werd de kluizenaarswoning in 1444 vervangen door een grotere kapel. Na de dood van Eberhard in 1451 richtten Augustijner kanunniken een klooster op in Klaussen. Thans herinnert de kloosterbibliotheek, uit het einde van de 15e eeuw, nog aan deze periode.
De huidige bedevaartskerk Maria Heimsuchung werd in 1502 ingewijd. In de kerk zijn talloze relieken van heiligen tentoongesteld.

## Legende
De legende wil dat Eberhard een arme dienstknecht was van de graven van Esch. Hij werkte als dagloner in de wijnbergen aan de Moezel. Als vrome man plaatste hij een Mariabeeld in een holle plek in een boom. Aangedaan door verschillende Mariaverschijningen bouwde Eberhard een kapel op deze plek. Vele wonderbaarlijke genezingen deden de stroom aan pelgrims de daaropvolgende tijd toenemen. Eberhard richtte zelf, naast de kapel, een kluizenaarswoning op, waarin hij zelf ging wonen. In de Kroniek van Klausen is een gebeurtenis rondom Eberhard vastgelegd. In een Moezelwijnvat bewaarden bouwlieden (van de kapel) hun drank. Toen het vat leeg geraakte, werden de bouwlieden ontevreden. Eberhard wist geen raad en ging naar het beeld van Maria. Het wonder geschiedde dat het vat wonderbaarlijk tot de rand werd gevuld en niet meer leeg raakte. Als dank voor het wonder plaatste hij een wijnvat op de top van de kerktoren, dat tegenwoordig nog te zien is.
Legenden over dergelijke wonderbaarlijke vermenigvuldigingen van water, wijn (of geldbuidels) zijn talrijk in de katholieke vertelcultuur.